# Washington Valor
Die Washington Valor waren ein Arena-Football-Team aus Washington, D.C., welches in der Arena Football League (AFL) gespielt hat. Ihre Heimspiele trugen die Valor in der Capital One Arena in Washington aus.

## Geschichte
Die Valor wurden 2016 gegründet. Gründer und Besitzer sind die Monumental Sports & Entertainment Group, eine Unterhaltungsfirma aus Washington, DC. Der Firma gehören diverse Sportvereinen wie die Washington Wizards, Washington Capitals und AFL Konkurrent der Valor, die Baltimore Brigade. Daneben besitzen sie diverse Arenen wie den Capital One Arena, EagleBank Arena und das Kettler Capitals Iceplex.
Die Valor nahmen den Spielbetrieb zur Saison 2017 auf. Diese läuft alles Andere als erfolgreich. In der mit fünf Mannschaften teilnehmenden Arena Football League, rangiert man nach neun Spielen als Letzter mit einem Sieg und acht Niederlagen.
Das erste Heimspiel am 7. April 2017 wurde deutlich mit 51:38 vor 15.000 Zuschauern gegen die Baltimore Brigade gewonnen. Letzend Endes wurden die Playoffs jedoch deutlich verpasst. Auch ein Jahr später konnten die Valor nicht in die Playoffs einziehen. In den ersten beiden Jahren gewannen die Valor nur fünf ihrer 26 Spiele.
Erst in der Saison 2019 startete Washington durch, gewann sieben Hauptrundenspiele und konnte sich so einen Playoffspot sichern. Nichts desto wurde in der ersten Runde sowohl das Hin, als auch das Auswärtsspiel gegen die Philadelphia Soul verloren und schieden somit aus.
Nach der Saison 2019 musste die Arena Football League Insolvenz anmelden. In diesem Zuge wurden die Valor aufgelöst.

## Halle
Die Valor trugen ihre Heimspiele im mit über 20.000 Zuschauer fassenden Capital One Arena in Washington aus. Sie teilten sich die Halle unter anderem mit den Washington Wizards und den Washington Capitals.

## Saisonstatistiken
| Jahr | Team             | Liga | S | N  | Playoffs erreicht | Playoffrunde                                       |
| ---- | ---------------- | ---- | - | -- | ----------------- | -------------------------------------------------- |
| 2017 | Washington Valor | AFL  | 3 | 11 | nein              |                                                    |
| 2018 | Washington Valor | AFL  | 2 | 10 | nein              |                                                    |
| 2019 | Washington Valor | AFL  | 7 | 5  | ja                | N Halbfinale gg. Philadelphia Soul 33:69 und 41:48 |

## Zuschauerentwicklung
| Jahr | Team             | Zuschauerdurchschnitt |
| ---- | ---------------- | --------------------- |
| 2017 | Washington Valor | 11.041                |
| 2018 | Washington Valor | 6.516                 |
| 2019 | Washington Valor | 7.272                 |